# 2019冠狀病毒病疫情期間英國的封鎖措施
2019冠狀病毒病疫情期間英國的封鎖措施是指英国政府为应对2019冠状病毒病英国疫情而採取的一系列居家令。
2020年3月23日，英国首相鲍里斯·约翰逊宣布為遏制2019冠状病毒病在該國的蔓延，英國全國将实施一系列封锁措施，其中就包括許多公營、私營部門關門以及民眾待在家里不要外出。數周後封鎖措施逐渐取消。不過後來随着感染人数的增加，2020年底和2021年初英國又再次實施一系列限制措施。英國各個構成國各自實施封鎖措施，英国中央政府只負責實施英格蘭的英格兰封鎖措施。